# Antoine Nicolas Collier de La Marlière
Antoine Nicolas Collier, comte de La Marlière (ou Lamarlière), né le 3 décembre 1745, est un général de la Révolution française, déjà officier sous l’Ancien Régime, mort guillotiné le 27 novembre 1793, à Paris.

## Ancien régime
Antoine Nicolas Collier de La Marlière fait ses preuves de noblesse le 22 juillet 1756 pour être admis à l’École royale militaire, puis obtient la charge de capitaine des levrettes de Monsieur. Il reçoit la croix de l'Ordre de Saint-Louis le 2 décembre 1781.

## Révolution française
Lieutenant colonel le 6 novembre 1791, il est nommé colonel au 14e régiment d'infanterie le 5 février 1792. Nommé à l'armée du Nord (1792-1793), il est fait provisoirement maréchal de camp par Dumouriez le 25 août 1792, puis confirmé maréchal de camp le 7 septembre 1792. Il entre à Lille le 1er octobre 1792 et passe à la division du Nord de la Belgique sous Miranda le 1er décembre 1792. Il est nommé chef d'état major de l'armée des Ardennes sous Valence le 22 mars 1793, puis général de division à titre provisoire le 5 mai 1793 par le général Picot de Dampierre, confirmé par le conseil exécutif le 15 mai.
En conflit avec le général de Lavalette dont il avait obtenu la destitution grâce à ses liens avec Custine, il est mis en cause devant la Convention. Destitué le 22 juillet 1793, il est condamné à mort par le tribunal révolutionnaire le 26 novembre 1793 (6 frimaire an II) présidé par Fouquier-Tinville, son cousin. Il est exécuté le lendemain.
Son épouse, descendante des princes de Savoie-Carignan (et de Monaco) par sa mère, fille illégitime de Victor-Amédée de Savoie-Carignan, se jeta aux pieds de Robespierre pour obtenir en vain sa clémence.
Un grand nombre de réflexions et de pensées du général de la Marlière furent notées par le comte Beugnot, son compagnon de cellule. Le général fut inhumé au cimetière de la Madeleine.
Madame de la Marlière était une amie de la grand-mère de George Sand et de la comtesse de Provence, dont elle fut dame du Palais puis sous-gouvernante.

### Sources
- « Comte de La Marlière Antoine-Nicolas Collier. Général de division »(Archive.org • Wikiwix • Archive.is • Google • Que faire ?) (consulté le 24 août 2014) (cote SHAT: 7 Yd 34)
- Dossier de recherche archives militaires GD2, no 34